# Galatas
Galatas (in greco Γαλατάς?) è una cittadina ubicata nella parte orientale della penisola del Peloponneso in Grecia. È sede della municipalità di Troizinia-Methana, che appartiene all'unità periferica isole. Si trova sulla costa, di fronte all'isola di Poros, separata da quest'ultima da uno stretto di 400 metri. La comunità di Galatas è costituita dalla città di Galatas e dai villaggi di Agia Sotira, Vlachaiika e Saronida.
Galatas è una piccola città sulla terraferma con una scuola superiore, un centro medico, una chiesa, banche e un lungomare che si affaccia sull'isola di Poros. Essa è collegata all'isola di Poros con dei mezzi navali. L'area è conosciuta per la sua Lemonodasos ("foresta di limoni"), un vasto frutteto di alberi di agrumi, innaffiato da mulini ad acqua e reso famoso dall'autore Kosmas Politis nel suo romanzo omonimo del 1930.

## Società

### Evoluzione demografica
| Anno | Popolazione |
| ---- | ----------- |
| 1981 | 2 120       |
| 1991 | 2 181       |
| 2001 | 2 592       |